# 캐서린 디그나지오
캐서린 디그나지오(Catherine D'Ignazio, 1975년 ~ )는 미국의 컴퓨터과학자, 소프트웨어 공학자이다. 데이터과학에서의 페미니즘과 데이터 리터러시를 연구하였으며, 매사추세츠 공과대학교 데이터 + 페미니즘 연구소(Data + Feminism Lab) 소장을 지내고 있다. 저서로 로런 클라인(Lauren Klein)과 공저한 《데이터 페미니즘》(Data Feminism, 2020)이 있다.